# 沙雪 (漫画家)
沙雪 (さゆき)は、日本の漫画家。九州在住。

## 作品一覧

### 漫画
- ダブルゲージ (月刊コミックジーン2012年6月号-2014年8月号)
  - 全6巻(MFコミックス ジーンシリーズ)
- ミカグラ学園組曲 (原作：Last Note. キャラクター原案：明菜 　月刊コミックジーン 2013年8月号-2016年3月号)
  - 全6巻(MFコミックス ジーンシリーズ)
- 月下ノ外レ外道(ジーンピクシブ 2014年11月27日-2017年2月17日)[2]
  - 全4巻(MFコミックス ジーンピクシブシリーズ)
- NIRVANA-ニルヴァーナ-(ZOWLS名義 原作：じん・月刊コミックジーン 2016年7月号-[3][4])
  - 既刊4巻(MFコミックス ジーンシリーズ)

### 読み切り
- ネココハウス(『月刊コミックジーン』2012年1月号)[5]

### アニメーション、MVイラスト
- NIRVANA/ Lia[6]

- はじまる。/ミイ【オリジナルソング】[7]
- パラレルロード/Mewtral【オリジナルソング】[8]
- 【初音ミク】ステラ【オリジナルMV】[9]
- 【MV】チルドレンレコード【Re:boot】[10]
- じん「後日譚」ミュージックビデオ[11]
- ヘンシン / じん【Official MV】[12]
- 【MV】ゲーム・ボーイ・アワー / 社築[13]
- NEO feat. 初音ミク / じん【Official MV】[14][15]
- Worlders feat. 初音ミク / じん【Official MV】[16][17]